# ФК Прово
ФК Прово је српски фудбалски клуб из Прова, Општина Владимирци. Клуб се тренутно такмичи у Српској лиги Запад, трећем такмичарском нивоу српског фудбала.

## Историјат
Фудбалски клуб Прово је основан 1947. године. У последњој деценији двадесетог века Прово се први пут пласирао у Српску лигу. Почетком 21. века клуб је углавном играо у окружној и међуопштинској лиги. Успон је почео у сезони 2014/15 када је освојено прво место у Мачванској окружној лиги, а две године касније и у Зона Дрина чиме је поновљен успех од пре тачно двадесет година када је клуб играо у Српској лиги. У првој сезони у Српској лиги освојили су високо 6. место.

## Новији резултати
| Сезона   | Ранг | Лига                   | Позиција | ИГ | Д  | Н  | П  | ГД | ГП | ГР  | Бод | Куп                  |
| -------- | ---- | ---------------------- | -------- | -- | -- | -- | -- | -- | -- | --- | --- | -------------------- |
| 2013/14. | 5    | Мачванска окружна лига | 2.       | 30 | 16 | 6  | 8  | 50 | 29 | +21 | 54  | Није се квалификовао |
| 2014/15. | 5    | Мачванска окружна лига | 1.       | 30 | 18 | 4  | 8  | 53 | 22 | +31 | 58  | Није се квалификовао |
| 2015/16. | 4    | Зона Дрина             | 2.       | 30 | 13 | 9  | 8  | 44 | 32 | +12 | 48  | Није се квалификовао |
| 2016/17. | 4    | Зона Дрина             | 1.       | 30 | 24 | 2  | 4  | 65 | 22 | +43 | 74  | Није се квалификовао |
| 2017/18. | 3    | Српска лига Запад      | 6.       | 34 | 14 | 11 | 9  | 44 | 35 | +9  | 63  | Није се квалификовао |
| 2018/19. | 3    | Српска лига Запад      | 11.      | 30 | 9  | 10 | 11 | 30 | 35 | -5  | 37  | Није се квалификовао |
| 2019/20. | 3    | Српска лига Запад      | -        | -  | -  | -  | -  | -  | -  | -   | -   | Није се квалификовао |